# Municipio de Shelton (Misuri)
El municipio de Shelton (en inglés: Shelton Township) es un municipio ubicado en el condado de Knox en el estado estadounidense de Misuri. En el año 2010 tenía una población de 198 habitantes y una densidad poblacional de 1,4 personas por km².

## Geografía
El municipio de Shelton se encuentra ubicado en las coordenadas 40°4′46″N 92°15′40″O / 40.07944, -92.26111. Según la Oficina del Censo de los Estados Unidos, el municipio tiene una superficie total de 141.38 km², de la cual 140,5 km² corresponden a tierra firme y (0,63 %) 0,89 km² es agua.

## Demografía
Según el censo de 2010, había 198 personas residiendo en el municipio de Shelton. La densidad de población era de 1,4 hab./km². De los 198 habitantes, el municipio de Shelton estaba compuesto por el 98,99 % blancos, el 0,51 % eran afroamericanos, el 0,51 % eran amerindios. Del total de la población el 1,01 % eran hispanos o latinos de cualquier raza.